# République libre d'Outremeuse
Pour les articles homonymes, voir Outremeuse (homonymie).
La République libre d'Outremeuse est une association liégeoise née en 1927.

## Histoire
Créée à l'initiative de journalistes et de personnalités du quartier Outremeuse à Liège, la République organise chaque année les fêtes du 15 août, dénommées 15 août en Outremeuse.
Inspirée par la République Libre de Montmartre née en 1920, son premier gouvernement fut intronisé par le dessinateur parisien Willette et le journaliste belge Maurice des Ombiaux. Le premier président était Jean Warroquiers (qui donna son nom à une rue d'Outremeuse) et le premier maïeur était Joseph Dumont. 
La République est à la base de la création de l'Académie de musique Grétry (1927), du monument au général Bertrand (1934) et du monument Tchantchès (1939).
L'hymne de la République est Djus-d’là-Mouse po tot, écrit par Joseph Vrindts sur une musique de Joseph Duysenx.

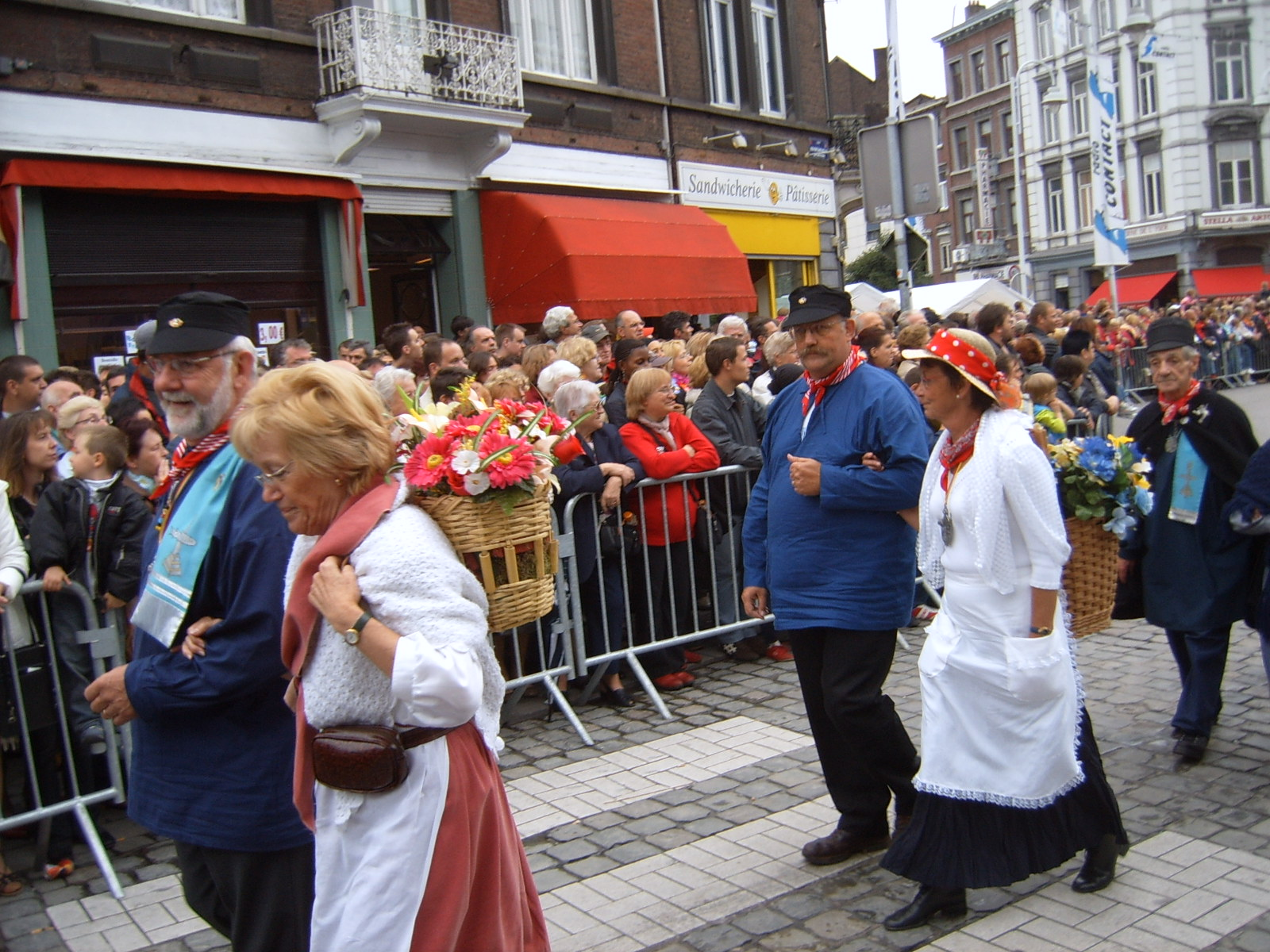
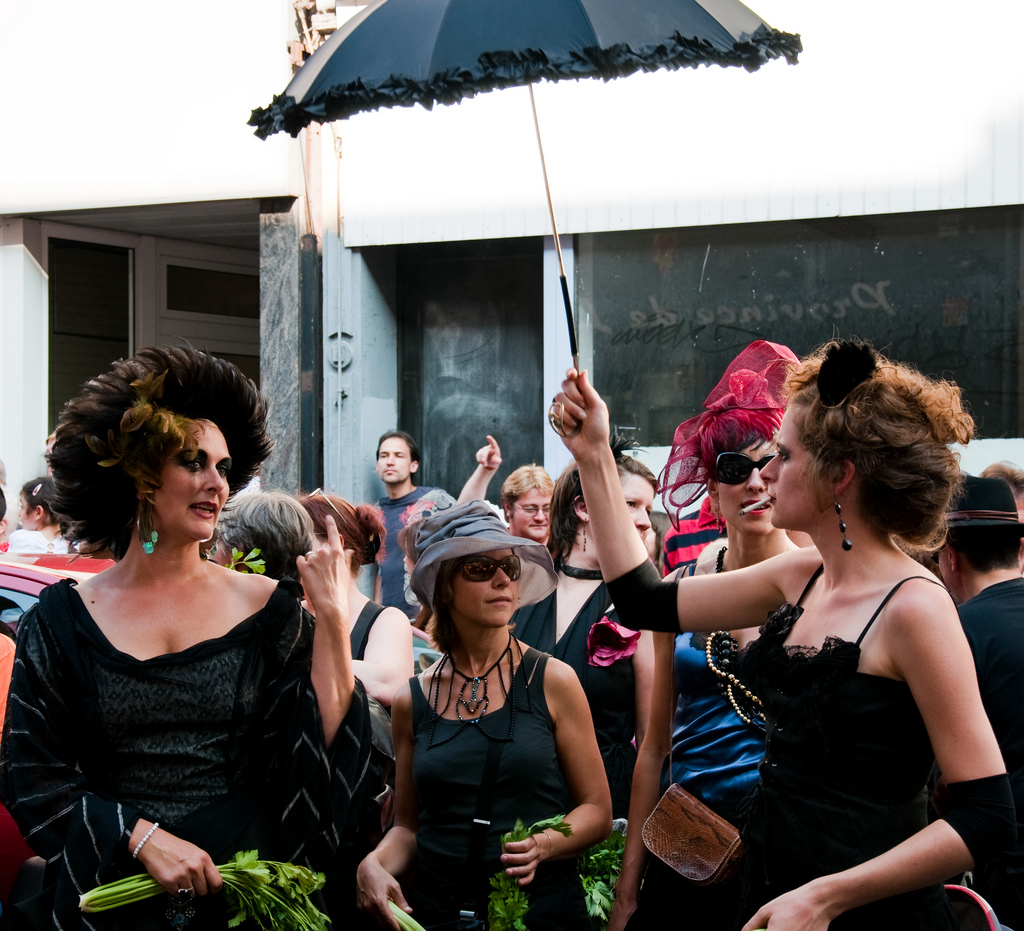